# مارمولک (فیلم)
مارمولک فیلمی ایرانی در ژانر کمدی-درام به کارگردانی کمال تبریزی، تهیه‌کنندگی منوچهر محمدی، نویسندگی پیمان قاسم‌خانی و با بازی پرویز پرستویی است که در سال ۱۳۸۲ منتشر شد. داستان این فیلم اقتباسی از فیلم‌های ما فرشته نیستیم (۱۹۸۹) و زائر (۱۹۲۳) به نویسندگی و کارگردانی چارلی چاپلین است که با بومی‌سازی قصه فیلم، نگاهی متفاوت به مسئله روحانیت و جامعه دارد. آهار و مسجد و مدرسه حاج قنبرعلی خان تهران از مکان‌های اصلی فیلم‌برداری این فیلم بودند.
این فیلم در بیست و دومین جشنواره فیلم فجر برنده سیمرغ بهترین فیلمنامه و بهترین فیلم از نگاه تماشاگران شد. پس از یک دهه از پایین کشیدن این فیلم از پرده سینماها، سی‌دی‌های مارمولک در سال ۱۳۹۴ به صورت محدود عرضه و در فروردین ۱۳۹۹ به‌طور رسمی در شبکه نمایش خانگی منتشر شد. احمد جنتی، دبیر شورای نگهبان، حسن روحانی، دبیر وقت شورای عالی امنیت ملی، محمدرضا مهدوی‌کنی، دبیرکل وقت جامعه روحانیت مبارز و جعفر سبحانی، از مدرسان حوزه علمیه قم از جمله روحانیون پرنفوذی بودند که خواستار توقف اکران مارمولک شدند. مارمولک پس از حدود دو دهه از زمان اکران کوتاه مدتش در سینماهای ایران، نوروز ۱۴۰۱ برای نخستین بار از شبکه یک و شبکه نمایش پخش شد.

## داستان
رضا مثقالی معروف به رضا مارمولک دزد سابقه‌داری است که بارها دستگیر و زندانی شده، اما در آخرین دستگیری، اتهام او سرقت مسلحانه است. رضا را به زندانی تحویل می‌دهند که رئیس آن (آقای مجاور) مردی بسیار سختگیر و انعطاف‌ناپذیر است. او عقیده دارد باید آنقدر نسبت به مجرمان - با روش‌هایی خاص - سخت‌گیری کند که حتی فکر اعمال خلاف به مغزشان نرسد؛ و معتقد است زندانیان را به زور هم که شده باید وادار به درستکاری کرد تا به بهشت بروند. رضا در حادثه‌ای مجروح و به بیمارستان خارج از زندان منتقل می‌شود. در آنجا لباس یک روحانی بیمار را می‌رباید و در لباس روحانیت موفق به فرار از بیمارستان می‌شود. او با مصونیتی که در لباس تازه پیدا کرده به یک شهرک مرزی می‌رود تا از این طریق و با گذرنامه جعلی از کشور خارج شود؛ اما با روحانی‌ای که قرار بوده به عنوان امام جماعت به آن روستا اعزام شود اشتباه گرفته می‌شود و امامت جماعت مسجد روستا را برعهده‌اش می‌گذارند. او با شیوه‌های خودش مردم را موعظه و راهنمایی می‌کند و چندین بار اعمال خلافکارانه‌اش به سوءتعبیر نیکوکاری قلمداد می‌شود. به هر حال در روستا مریدهای زیادی پیدا می‌کند و خود او نیز کم‌کم تحت تأثیر لباس و موقعیت جدید قرار گرفته و شخصیتش عوض می‌شود و در روستا نامش بر سر زبان‌ها می‌افتد و به اعمال مثبتی روی می‌آورد تا اینکه آقای مجاور رئیس زندان که همه جا به دنبال او می‌گردد، به سراغش می‌آید؛ اما او هم دیگر مایل نیست رضا را با دستبند دستگیر کند.

## بازیگران
| بازیگر                | نقش                      |
| --------------------- | ------------------------ |
| پرویز پرستویی         | رضا مثقالی (رضا مارمولک) |
| بهرام ابراهیمی        | مجاور                    |
| رضا سعیدی             | سرگرد عاطف               |
| نقی سیف‌جمالی          | فضلی                     |
| شاهرخ فروتنیان        | حاج رضا احمدی            |
| مهران رجبی            | مهندس شجاعی              |
| فریده سپاه‌منصور       | مادر معتضدی              |
| سهیلا رضوی            | مادر فائزه               |
| رعنا آزادی‌ور          | فائزه                    |
| سید مهرداد ضیایی      | هم‌سلولی رضا              |
| سیروس همتی            | مجتبی                    |
| حسین سلیمانی          | غلامعلی                  |
| مائده طهماسبی         | عذرا                     |
| حسین عابدینی          | نگهبان برجک              |
| محمد حمزه‌زاده         | سرهنگ انتظامی            |
| محمود قبه‌زرین         | بازاری در قطار           |
| حسین کسری             | رئیس قطار                |
| فرزین محدث            | نگهبان زندان             |
| سعید نورالهی          | بقال روستا               |
| حسین توکلی            | معتضدی                   |
| ابوالفضل شاه‌کرم       | رئیس زندان دوم           |
| داوود طائی‌نژاد        | جواد دل‌انگیز             |
| پیمان مقدمی           | شاگرد دل‌انگیز            |
| مزدک رستمی            | راننده پژو               |
| ابراهیم عمادی         | استوار نعمتی             |
| بهنام وطن             | محافظ مهندس شجاعی        |
| اکبر مددی‌مهر          | مرد روستایی              |
| شیرین زنگنه           | زن همسایه عذرا           |
| محمدرضا رضازاده مظلوم | همسایه                   |
| احمدرضا قزل‌ایاق       | همسایه                   |
| حسین عبدالعلی‌زاده     | مرزبان                   |
| لقمان ندیری           | دکتر بیمارستان           |
| رضا ابوطالبی          | نوچه دل‌انگیز             |
| مهدی توکلی            | مرد فقیر                 |
| هنگامه بهرامی         | صفورا                    |
| امیرحسین حداد         | پسر پارک                 |
| فاطمه شهزاده‌نام       | دختر پارک                |
| جابر عبدی             | آوازخوان                 |
| سپهر رضاپور           | پسربچه                   |
| علی عابدینی           | جکسون                    |

## ساخت
ایده اولیه فیلم مارمولک متعلق به منوچهر محمدی، تهیه‌کننده فیلم بوده که آن را از یکی از سخنان سید حسین طباطبایی بروجردی برداشت کرده است: «جمله معروفی مربوط به ایشان هست که پیش او می‌روند و می‌گویند طلبه‌ای را گرفته‌ایم که دزدی کرده است. ایشان می‌گوید به جای این جمله بهتر است بگویید دزدی در لباس طلبه ظاهر شد. من این حرف را سی و چند سال پیش شنیده بودم و همین جمله جرقه ساخت مارمولک شد.» پرویز پرستویی از موثرترین افراد در ساخت این فیلم بود و به گفته خودش مارمولک شاید تنها فیلم‌نامه ای بود که قبل از صحبت با کارگردان و نویسنده، اول با بازیگرش مشورت شد. محمدی نیز در رابطه با این موضوع گفته است: «قبل از آنکه حتی آقای قاسم‌خانی و تبریزی بدانند، این ایده را با اولین نفری که در میان گذاشتم پرویز پرستویی بود. در یک جشن ولادت بودیم که این موضوع را با او در میان گذاشتم. به او گفتم من قصه‌ای دارم که فقط تو می‌توانی آن را بازی کنی و ماجرای دزدی است که برای فرار کردن از شرایط خود مجبور می‌شود لباس یک روحانی را بپوشد. پرویز مرا بغل کرد و بوسید و گفت هستم.»
مارمولک در ابتدا قرار بود توسط رضا میرکریمی و سپس ابراهیم حاتمی‌کیا ساخته شود ولی این دو از ساخت آن منصرف شدند. همچنین محمدرضا زائری و حاتمی‌کیا از جمله مشوقان کمال تبریزی در ساخت این فیلم بودند. تبریزی سال‌ها بعد، به نامگذاری نامناسب این اثر اذعان کرد. پیش از این و در زمان توقف اکران مارمولک در چند شهر، حبیب‌الله کاسه‌ساز نیز به نامگذاری فیلم ایراد گرفته بود. پیمان قاسم‌خانی در مصاحبه‌ای با برنامه ۳۵ که فریدون جیرانی میزبانش بود، گفت: «برخی فیلم‌ها در تسویه حساب‌های سیاسی می‌افتد، مثل مارمولک و شب‌های برره».

## اکران و انتشار
این فیلم ابتدا در بیست و دومین جشنواره فیلم فجر به نمایش درآمد. سپس قرار بود در اکران نوروزی سینماها در سال ۱۳۸۳ حضور داشته باشد اما به دلایلی اکران نوروزی آن لغو و سرانجام در ۲ اردیبهشت ۱۳۸۳ اکران رسمی شد و تا ۱۷ اردیبهشت (به مدت ۱۵ روز) ادامه پیدا کرد
فیلم عملاً در قم اکران نشد، در کمتر از یک روز اکران آن در مشهد و در کمتر از یک هفته در استان‌های کرمان، گیلان، اصفهان و نیز در شماری از سینماهای تهران، تبریز و ارومیه متوقف شد. در زمان اکران برای تماشای مارمولک، در مقابل سینماها صف‌های طولانی شکل گرفته بود. استقبال مردم از این فیلم در بیست و دومین جشنواره فیلم فجر به قدری بالا بود که خیابان‌های منتهی به سینمای نمایش دهنده فیلم بسته شده بود و اکران آن تنها در روز اول جشنواره به چندین سانس فوق‌العاده رسید.
فروش فیلم فقط در سینماهای تهران بیش از ۸۰۰ میلیون تومان و مجموع فروش آن در اکران ۱۵ روزه یک و نیم میلیارد تومان بوده است. نسخه قاچاق فیلم که با کیفیت بسیار پایینی از پرده سینما تهیه شده بود به صورت وسیعی در داخل و خارج از کشور توزیع شد و در نتیجه آن بی‌اغراق می‌توان گفت هر ایرانی بارها این فیلم را دیده است. نسخه دی‌وی‌دی و با کیفیت این اثر نیز با زیرنویس انگلیسی ابتدا در دبی منتشر شد.
منوچهر محمدی در سال ۱۳۹۳ نسخه‌ای را برای دریافت پروانه نمایش خانگی به ارشاد ارائه داد و قصد داشت آن را منتشر کند. اما مدیران وقت ارشاد با این درخواست موافقت نکردند و سرانجام نسخه ای با کیفیت تصویری بالا با بسته‌بندی رسمی در سال ۱۳۹۴ به صورت محدود در بازار نمایش خانگی عرضه شد. نسخه ای که هم‌اکنون در فضای اینترنتی هم مشاهده می‌شود. سرانجام در فروردین ۱۳۹۹ در به‌طور رسمی در شبکه نمایش خانگی منتشر شد. این اولین انتشار رسمی این اثر بعد از توقیف در سال ۸۳ بود. سپس در فروردین ۱۴۰۱ این فیلم به‌طور رسمی و سراسری از شبکه یک پخش گردید.

## بازخورد
در ملاقات‌هایی که بین سینماگران و علی خامنه‌ای در سال‌های بعد از اکران این فیلم انجام شد، وی چندین مرتبه از این فیلم تعریف کرد و درک نشدن محتوای آن توسط برخی مخاطبان را دلیل مخالفت‌هایی دانسته که در زمان اکران با آن صورت گرفت. در یکی از این دیدارها که در بخشی از آن در قالب مستندی به نام «غیررسمی» از شبکه سه پخش شد، وی در پاسخ به رضا جودی تهیه‌کننده سینما که گفته بود نمی‌توانند در فیلم و سریال‌ها با شغلی شوخی کنند، گفت: «من معتقدم باید شوخی کنید. چند سال پیش یک سریالی پخش شد که نیروی انتظامی نسبت به آن اعتراض کرد، به پلیس گفتم بیخود اعتراض می‌کنید. به علمای معترض به فیلم سینمایی مارمولک گفتم که به جای اینکه اعتراض کنید، استقبال کنید و تشکر کنید از اینکه نشان دادید آدم‌هایی به ناحق لباس ما را (روحانیت) برتن می‌کنند. عقیده من این است که تولیدکنندگان فیلم و سریال شوخی کنند ولی شوخی مؤدبانه. در شوخی، خلاف حق و هتک نباشد اما شوخی باشد عیبی ندارد.» بعد از انتشارات این نظرات منوچهر محمدی تهیه‌کننده فیلم در یادداشتی که در روزنامه فرهیختگان منتشر شد عنوان کرد خامنه‌ای قبل از نمایش عمومی به فیلم نظر مثبتی داشته و حتی علی‌رغم درخواست وزیر وقت فرهنگ و ارشاد اسلامی، با اصلاحات و تغییر نام فیلم نیز مخالفت کرده است. محمدی همچنین در این یادداشت اذعان کرد که در روز دوم اکران فیلم مارمولک، چهار حکم جلب از چهار دادگاه انقلاب، حکم ارتداد، حکم انتساب به سرویس‌های امنیتی خارج از کشور از سیا و موساد و قرارگاه اشرف برایش صادر شده است.
حسن روحانی (که در دهه ۸۰ دبیر شورای عالی امنیت ملی بود) در یک اکران خصوصی این فیلم حضور داشت و پس از تماشای فیلم با ابراز تأسف از ساخت و نمایش آن گفت: «حتی در رژیم شاه هم که دشمن روحانیت بود، کسی جرئت و جسارت ساختن فیلم موهنی همچون مارمولک را نداشت.» وی همچنین خطاب به کارگردان و تهیه‌کننده فیلم گفت: «توجیحاتی که شما برای مثبت جلوه دادن این فیلم به عمل می‌آورید به هیچ‌وجه قابل قبول نیست و اصولاً ساخت این فیلم کار نادرستی بوده است.» کمال تبریزی در این زمینه گفته است: «آقای روحانی به من گفتند فیلم توقیف و با شما هم باید برخورد شود.»
علیرضا پناهیان با وجود بیان نکات مثبت و منفی فیلم با موضع‌گیری منفی دربارهٔ هدف ساخته شدن این فیلم گفت: «هر کس از این فیلم تأثیر مثبتی بپذیرد یکی از همان انسان‌های بسیار نادانی است که فیلم در صدد تحقیر آنهاست. انسان عاقل از چنین ظرف کثیفی آب تمیز نمی‌نوشد. کجای این فیلم پیام خوبی داده است که نمی‌توان به سادگی با روش‌های دیگر آن پیام را رساند. اما اینکه اکران این فیلم کار خوبی بوده است یا نه؟ البته که خوب بوده است. هم سطح اندیشه و احساس معنوی هنرمندان موجه جامعه ما را نشان می‌دهد، هم قدمی دیگر به سوی شفافیت و پالایش پیش رفتیم، هم بهانه ای برای طرح بسیاری از مطالب پیش آمده، هم کارشناس نبودن بسیاری از عناصر خودی آشکار شد.»
ناصر نقویان اما در موضع‌گیری مثبت در دفاع از فیلم گفت: «ای کاش مسئولان وقت حوزه علمیه با دعوت از خبرنگاران خارجی و داخلی از کارگردان فیلم مارمولک تقدیر می‌کردند. به خاطر اینکه این فیلم نشان داد که لباس روحانیت اگر بر تن یک شخص باشد می‌تواند بر روی آن شخص تأثیر گذاشته و وی را تحت تأثیر قرار دهد. باید در حین این جلسه به کارگردان فیلم می‌گفتند که ای کاش اسم مارمولک را برای این فیلم انتخاب نمی‌کرد چرا که شأن و جایگاه روحانیت بالاست.»
محمد تقی فهیم، عضو شورای مرکزی و نایب رئیس انجمن منتقدان نویسندگان سینمای ایران و یکی از منتقدان ثابت برنامه هفت، روحانی فیلم مارمولک را بهترین روحانی‌ای دانست که در سینما حضور داشته است.
کمال تبریزی دربارهٔ حواشی اکران فیلم مارمولک برای شورای عالی امنیت ملی گفت: «زمانی که قرار شد فیلم برای اعضای شورای عالی امنیت ملی به نمایش درآید خانواده‌های آن‌ها از این ماجرا باخبر شده و گفته بودند برای دیدن فیلم آن‌ها هم می‌آیند. کل سالن نمایش فیلم پر شده بود از خانواده‌های اعضای شورای عالی امنیت ملی و محافظان‌شان. اعضای شورا با حالت عصبی و در سکوت فیلم را می‌دیدند در حالی‌که کل سالن از صدای خنده خانواده‌هایشان پر شده بود.»
پخش این فیلم توسط صدا و سیما در نوروز ۱۴۰۱ با واکنش گسترده (بعضاً انتقادی و طنز) از سوی کاربران فضای مجازی همراه بود.
محمدجواد آذری جهرمی بعد از پخش رسمی فیلم از صدا و سیما در رابطه با سانسور این فیلم نوشت: «پخش مارمولک از صداوسیما با برخی حذفیات پس از حدود ۲۰ سال را برخی نشانه تغییر دیدگاه در آن سازمان و برخی هم نشانه بی‌خاصیت شدن نگاه‌های تنگ‌نظرانه دانسته‌اند؛ الله اعلم. اما دیدگاهی هم وجود دارد که معتقد است مختارنامه قابلیت پخش در نوروز را نداشته و لاجرم مارمولک را پخش کرده‌اند.»

## اقتباس خارجی
در سال ۱۳۹۷ شبکه آ تی‌وی ترکیه سریالی به کارگردانی کارتال چی‌داملی با نام مارمولک: حیات دوباره پخش کرد که قصه این سریال تقلیدی کامل از فیلم مارمولک بود. علاوه بر اینکه قصه این سریال تقلیدی از قصه فیلم مارمولک است و حتی از دیالوگ‌های فیلم مارمولک در این سریال استفاده شده، نام این سریال نیز ترجمه‌ای از لغت مارمولک به زبان ترکی است. همین مسئله موجب شد سریال ترکیه‌ای حق تألیف داستان فیلم را به طرف ایرانی پرداخت کند.

## پشت صحنه
علی تبریزی (پسر کمال تبریزی) عنوان کرد که پشت صحنه ای از این فیلم با عنوان «این گروه مارمولک» ساخته شده و قرار است در سینمای خانگی منتشر شود.

## قسمت دوم
در سال ۹۵ اخباری مبتنی بر ساخت قسمت دوم این فیلم منتشر می‌شد. کمال تبریزی در مصاحبه‌ای به ساخت مارمولک ۲ اشاره کرد و حامد محمدی نیز در مصاحبه ای عنوان کرد که منوچهر محمدی پیگیر ساخت مارمولک ۲ است. همچنین شایعه شده بود که قسمت دوم این فیلم بدون حضور پرویز پرستویی و با حضور نوید محمدزاده ساخته می‌شود. کمی بعد منوچهر محمدی ساخت بخش دوم این فیلم را به‌طور کامل تکذیب کرد.

## جوایز و افتخارات

### جشنواره فیلم فجر
| جایزه                         | بخش                                  | رده                           | نامزد           | نتیجه    | منبع                 |
| ----------------------------- | ------------------------------------ | ----------------------------- | --------------- | -------- | -------------------- |
| بیست و دومین جشنواره فیلم فجر | بخش مسابقه سینمای ایران              | بهترین نقش اول مرد            | پرویز پرستویی   | نامزدشده | [ ۴۳ ] [ ۴۴ ] [ ۴۵ ] |
| بیست و دومین جشنواره فیلم فجر | بخش مسابقه سینمای ایران              | بهترین فیلمنامه               | پیمان قاسم خانی | برنده    | [ ۴۳ ] [ ۴۴ ] [ ۴۵ ] |
| بیست و دومین جشنواره فیلم فجر | بخش مسابقه سینمای ایران              | بهترین فیلم از نگاه تماشاگران | منوچهر محمدی    | برنده    | [ ۴۳ ] [ ۴۴ ] [ ۴۵ ] |
| بیست و دومین جشنواره فیلم فجر | بخش مسابقه سینمای ایران              | جایزه ویژه هیئت داوران        | پرویز پرستویی   | برنده    | [ ۴۳ ] [ ۴۴ ] [ ۴۵ ] |
| بیست و دومین جشنواره فیلم فجر | بخش بین‌الملل                         | جایزه بین المذاهب             | منوچهر محمدی    | برنده    | [ ۴۳ ] [ ۴۴ ] [ ۴۵ ] |
| بیست و دومین جشنواره فیلم فجر | بخش مسابقه از دیدگاه منتقدان         | لوح ویژه اول بهترین کارگردانی | کمال تبریزی     | برنده    | [ ۴۳ ] [ ۴۴ ] [ ۴۵ ] |
| بیست و دومین جشنواره فیلم فجر | بخش جنبی - کانون ایرانی مدرسان سینما | بهترین کارگردانی              | کمال تبریزی     | برگزیده  | [ ۴۳ ] [ ۴۴ ] [ ۴۵ ] |
| بیست و دومین جشنواره فیلم فجر | بخش جنبی - کانون ایرانی مدرسان سینما | بهترین تهیه‌کننده              | منوچهر محمدی    | برگزیده  | [ ۴۳ ] [ ۴۴ ] [ ۴۵ ] |
| بیست و دومین جشنواره فیلم فجر | بخش جنبی ـ مجله گل آقا               | بهترین کارگردانی              | کمال تبریزی     | برگزیده  | [ ۴۳ ] [ ۴۴ ] [ ۴۵ ] |

### جشن خانه سینما
| جایزه                   | رده                | نامزد         | نتیجه    | منبع   |
| ----------------------- | ------------------ | ------------- | -------- | ------ |
| هشتمین جشن سینمای ایران | بهترین فیلم        | منوچهر محمدی  | نامزدشده | [ ۴۶ ] |
| هشتمین جشن سینمای ایران | بهترین نقش اول مرد | پرویز پرستویی | برنده    | [ ۴۶ ] |

### جشن حافظ
| جایزه                | رده                     | نامزد         | نتیجه    | منبع   |
| -------------------- | ----------------------- | ------------- | -------- | ------ |
| هشتمین دوره جشن حافظ | بهترین بازیگر مرد سینما | پرویز پرستویی | برنده    | [ ۴۷ ] |
| هشتمین دوره جشن حافظ | بهترین بازیگر زن سینما  | رعنا آزادی‌ور  | نامزدشده | [ ۴۷ ] |

- جایزه زنیت طلایی بهترین فیلم آسیایی جشنواره بین‌المللی فیلم مونترآل - (منوچهر محمدی)[۴۵]